# Cispia alba
Cispia alba är en fjärilsart som beskrevs av Moore 1879. Cispia alba ingår i släktet Cispia och familjen tofsspinnare. Inga underarter finns listade i Catalogue of Life.